# Тумалейка
Тумале́йка (рос. Тумалейка, ерз. Тумалейка) — селище у складі Єльниківського району Мордовії, Росія. Входить до складу Каньгушанського сільського поселення.
Населення — 11 осіб (2010; 13 у 2002).
Національний склад (станом на 2002 рік):
- росіяни — 77 %